# Мухаммед Наґіб
Мухаммед Бей Наґіб Юсеф Кутб Ель-Кашлан (араб. محمد بي نجيب يوسف قطب القشلان; відомий просто як Мухаммед Наґіб (محمد نجيب, locally [mæˈħæmmæd næˈɡiːb]; англ. Muhammad Naguib) *20 лютого 1901, Хартум — 29 серпня 1984, Каїр) — єгипетський військовий офіцер і революціонер, який разом із Гамалем Абделем Насером був одним із двох головних лідерів руху Вільних офіцерів 1952, який повалив монархію Єгипту та Судану, що призвело до створення Республіки Єгипет.
Оскільки в історії Єгиптом правили різні інші імперії, а в періоди незалежності ним зазвичай правили неетнічні єгипетські правителі, такі як албанська династія Мухаммеда Алі та грецька династія Клеопатри, Нагіб зазвичай називають першим чистим єгипетським правителем за понад 2500 років.

## Життєпис
На початку 1920-х років Мухаммед Наґіб переїхав з Хартуму до Каїра, де спершу працював охоронцем, а потому пішов на службу до армії. Наґіб вибудував доволі вдалу військову кар'єру, і до 1940 року став одним із найбільш високопоставлених єгипетських військовиків. Однак, він не користувався політичною довірою короля й двічі намагався подати у відставку. Обидва рази король не задовільнив його рапортів. 1948 року Наґіб брав участь у війні з Ізраїлем.
У 1949 році Наґіб таємно вступив у лави членів руху «Вільні офіцери», що склали кістяк опозиції до короля. 23 липня 1952 року спільно з Ґамалем Абделем Насером та Анваром Садатом Наґіб здійснив у Єгипті військовий заколот, відомий як Липнева революція. 18 червня 1953 року Наґіб став першим президентом Єгипту.
Його перебування на посаді президента закінчилося в листопаді 1954 через розбіжності з іншими членами Вільних офіцерів, зокрема Насером, який змусив його піти у відставку та замінити його на посаді президента.